# Eishockey-Bundesliga 1967/68
Die Saison 1967/68 der Eishockey-Bundesliga war die zehnte Spielzeit der Bundesliga, der höchsten deutschen Eishockeyliga. Deutscher Meister wurde der EV Füssen, der damit seinen 13. Titel gewinnen konnte. Der Titelverteidiger Düsseldorfer EG belegte lediglich den vierten Platz der Endrunde. In der Relegation konnte die SG Oberstdorf/Sonthofen die Klasse nicht halten, dafür gelang dem SC Riessersee die Rückkehr in die höchste Spielklasse. Zweiter Aufsteiger war der Augsburger EV.
Der sportlich abgestiegene FC Bayern München sowie die Mannschaft von Eintracht Frankfurt waren infolge der Aufstockung der Liga von zehn auf zwölf Vereine ebenfalls für den Spielbetrieb folgenden Spielzeit qualifiziert. Mit der Aufstockung der Liga und dem damit verbundenen Aufstieg der beiden Teams aus deutschen Großstädten erhoffte sich der Deutsche Eishockey-Bund eine Etablierung des Eishockeys in den Metropolregionen, was eine Weiterentwicklung der Sportart bedeuten sollte.

## Voraussetzungen

### Teilnehmer
| West - VfL Bad Nauheim (Aufsteiger) - Düsseldorfer EG (Titelverteidiger) - Krefelder EV - Preussen Krefeld - Mannheimer ERC | Süd - EC Bad Tölz - EV Füssen - EV Landshut - FC Bayern München (Aufsteiger) - SG Oberstdorf/Sonthofen (Aufsteiger) |

### Modus
Wie im Vorjahr wurde die Bundesliga zunächst mit jeweils fünf Mannschaften in zwei Staffeln, der Bundesliga West und der Bundesliga Süd, ausgespielt. Die jeweils besten drei Teams nach der Vorrunde spielten anschließend in einer eingleisigen Doppelrunde den Deutschen Meister aus. Die drei jeweils letztplatzierten Vereine spielten in einer regional aufgeteilten Relegationsrunde gegen die besten Teams der Oberliga Nord beziehungsweise Süd um ihren Platz in der Bundesliga. Im Gegensatz zur Vorsaison wurden die beiden Bundesligagruppen jedoch nur noch als Einfachrunden ausgetragen, während die Endrunde und die Relegationsrunden als Doppelrunden gespielt wurden. Zudem wurden die Zahl der jeweiligen Relegationsrundenteilnehmer auf sechs Mannschaften erhöht, sodass nun auch die Oberliga-Vierten an der Runde teilnehmen durften.
Die beiden Sieger der Relegationsrunden spielten anschließend um den DEV-Pokal.

## Vorrunde

### Gruppe West
|    |                  | Sp | S | U | N | Tore  | Punkte |
| -- | ---------------- | -- | - | - | - | ----- | ------ |
| 1. | Düsseldorfer EG  | 8  | 5 | 1 | 2 | 41:29 | 11:05  |
| 2. | Preussen Krefeld | 8  | 5 | 0 | 3 | 44:46 | 10:06  |
| 3. | Mannheimer ERC   | 8  | 4 | 0 | 4 | 45:27 | 08:08  |
| 4. | Krefelder EV     | 8  | 3 | 1 | 4 | 38:39 | 07:09  |
| 5. | VfL Bad Nauheim  | 8  | 1 | 2 | 5 | 25:52 | 04:12  |

Abkürzungen: Sp = Spiele, S = Siege, U = Unentschieden, N = Niederlagen

Meisterrunde, Relegationsrunde

### Gruppe Süd
|    |                         | Sp | S | U | N | Tore  | Punkte |
| -- | ----------------------- | -- | - | - | - | ----- | ------ |
| 1. | EC Bad Tölz             | 8  | 7 | 0 | 1 | 47:18 | 14:02  |
| 2. | EV Füssen               | 8  | 5 | 1 | 2 | 51:22 | 11:05  |
| 3. | EV Landshut             | 8  | 4 | 1 | 3 | 27:21 | 09:07  |
| 4. | FC Bayern München       | 8  | 3 | 0 | 5 | 24:38 | 06:10  |
| 5. | SG Oberstdorf/Sonthofen | 8  | 0 | 0 | 8 | 11:61 | 00:16  |

Abkürzungen: Sp = Spiele, S = Siege, U = Unentschieden, N = Niederlagen

Meisterrunde, Relegationsrunde

## Meisterrunde
|    |                  | Sp | S  | U | N  | Tore    | Punkte |
| -- | ---------------- | -- | -- | - | -- | ------- | ------ |
| 1. | EV Füssen        | 20 | 16 | 2 | 02 | 096:042 | 34:06  |
| 2. | EC Bad Tölz      | 20 | 13 | 2 | 05 | 085:048 | 28:12  |
| 3. | EV Landshut      | 20 | 11 | 1 | 08 | 071:072 | 23:17  |
| 4. | Düsseldorfer EG  | 20 | 09 | 3 | 08 | 064:055 | 21:19  |
| 5. | Mannheimer ERC   | 20 | 06 | 1 | 13 | 058:082 | 13:27  |
| 6. | Preussen Krefeld | 20 | 0  | 1 | 19 | 049:124 | 01:39  |

Abkürzungen: Sp = Spiele, S = Siege, U = Unentschieden, N = Niederlagen

Meister

## Relegationsrunde

### Gruppe West
Teilnehmer aus der Oberliga Nord waren:
1. Eintracht Frankfurt
2. Kölner EK
3. Berliner Schlittschuhclub
4. EC Deilinghofen

|    |                           | Sp | S  | U | N  | Tore    | Punkte |
| -- | ------------------------- | -- | -- | - | -- | ------- | ------ |
| 1. | Krefelder EV              | 20 | 16 | 0 | 04 | 139:064 | 32:08  |
| 2. | VfL Bad Nauheim           | 20 | 12 | 0 | 08 | 090:067 | 24:16  |
| 3. | Eintracht Frankfurt       | 20 | 12 | 0 | 08 | 089:082 | 24:16  |
| 4. | Kölner EK                 | 20 | 11 | 0 | 09 | 096:074 | 22:18  |
| 5. | Berliner Schlittschuhclub | 20 | 05 | 0 | 15 | 074:122 | 10:30  |
| 6. | EC Deilinghofen           | 20 | 04 | 0 | 16 | 054:133 | 08:32  |

Abkürzungen: Sp = Spiele, S = Siege, U = Unentschieden, N = Niederlagen

Qualifikation für Bundesliga 1968/69 und zum Finale des DEV-Pokals, Qualifikation für Bundesliga 1968/69, Qualifikation für Oberliga 1968/69

### Gruppe Süd
Teilnehmer aus der Oberliga Süd waren:
1. SC Riessersee
2. Augsburger EV
3. ESV Kaufbeuren
4. EV Rosenheim

|    |                         | Sp | S  | U | N  | Tore    | Punkte |
| -- | ----------------------- | -- | -- | - | -- | ------- | ------ |
| 1. | SC Riessersee           | 20 | 12 | 4 | 04 | 128:058 | 28:12  |
| 2. | Augsburger EV           | 20 | 12 | 2 | 06 | 112:093 | 26:14  |
| 3. | FC Bayern München       | 20 | 11 | 2 | 07 | 109:075 | 24:16  |
| 4. | ESV Kaufbeuren          | 20 | 12 | 0 | 08 | 077:072 | 24:16  |
| 5. | SG Oberstdorf/Sonthofen | 20 | 05 | 3 | 12 | 069:109 | 13:27  |
| 6. | EV Rosenheim            | 20 | 02 | 1 | 17 | 058:146 | 05:35  |

Abkürzungen: Sp = Spiele, S = Siege, U = Unentschieden, N = Niederlagen

Qualifikation für Bundesliga 1968/69 und zum Finale des DEV-Pokals, Qualifikation für Bundesliga 1968/69, Qualifikation für Oberliga 1968/69
Entscheidungsspiel um Platz 3
FC Bayern München – ESV Kaufbeuren 5:3

### DEV-Pokal
|               |   |              | Serie | 1   | 2    |
| ------------- | - | ------------ | ----- | --- | ---- |
| SC Riessersee | – | Krefelder EV | 4:17  | 2:7 | 2:10 |

## Ranglisten

### Beste Scorer
| Spieler     | Team        | Spiele | Tore | Assists | Punkte |
| ----------- | ----------- | ------ | ---- | ------- | ------ |
| Lorenz Funk | EC Bad Tölz | 23     | 33   | 21      | 54     |

### Beste Scorer der Endrunde
| Spieler        | Team           | Tore | Assists | Punkte |
| -------------- | -------------- | ---- | ------- | ------ |
| Lorenz Funk    | EC Bad Tölz    | 23   | 5       | 28     |
| Alois Schloder | EV Landshut    | 18   | 6       | 24     |
| Peter Rohde    | Mannheimer ERC | 15   | 7       | 22     |

### Beste Verteidiger
| Spieler        | Team        | Tore | Assists | Punkte |
| -------------- | ----------- | ---- | ------- | ------ |
| Leonhard Waitl | EV Füssen   | 9    | 4       | 13     |
| Heinz Bader    | EC Bad Tölz | 8    | 4       | 12     |
| Rudolf Thanner | EV Füssen   | 6    | 5       | 11     |

## Kader des Deutschen Meisters
| Deutscher Meister EV Füssen | Torhüter: Toni Kehle, Günther Knauss, Karlheinz Schweiger Verteidiger: Josef Völk, Hartmut Seelus, Rudolf Simon, Hansjörg Nagel, Peter Schwimmbeck, Rudolf Thanner Angreifer: Gustav Hanig, Herbert Stowasser, Heinz Weisenbach, Georg Scholz, Reinhold Driendl, Klaus Ego, Rudolf Gröger, Helmut Zanghellini, Horst Meindl, Bernd Kuhn, Fritz Poitsch, Frank Neupert Cheftrainer: Vladimír Bouzek |